# Charles James Fox
Charles James Fox, född 24 januari 1749 i Westminster i London, död 13 september 1806 i Chiswick i London, var en brittisk statsman, son till lord Holland och genom sin mor, lady Caroline Lennox (en dotter till hertigen av Richmond) ättling (sonsons dotterson) till kung Karl II. Han var också kusin med societsskönheten Georgiana Cavendish.

## Utbildning och tidig politisk karriär
Charles James Fox uppfostrades i Eton och Oxford, men fick ofta med sin far göra utländska resor och lärde av fadern den passion för hasardspel, som sedan blev en av hans livs olyckor. Fox lämnade Oxford 1766, tillbringade ett par år på resor i Frankrike och Italien samt invaldes vid ej fyllda 20 års ålder (för en familjen tillhörig valkrets) i underhuset 1768, där han väckte uppmärksamhet som talare. 1770 erhöll han ett ämbete (amiralitetslord) i lord Norths tory-ministär, avgick i februari 1772 och ådrog sig Georg III:s bittra fiendskap genom att motsätta sig dennes planer på ändring i äktenskapslagstiftningen för det kungliga husets medlemmar. I december samma år inträdde Fox på nytt i Norths ministär (som yngre skattkammarlord), men avskedades i februari 1774 från sin syssla till följd av konungens missnöje över hans självrådiga uppträdande mot North.
Under de första åren av sitt parlamentariska liv stod Fox för grundsatser som var långt ifrån liberala och ingen kunde då i honom ana den kommande varme och hängivne frihetsvännen. Särskilt uppträdde han flera gånger mot pressfriheten, då han ansåg att den hade kommit i konflikt med parlamentets privilegier. Fox slöt sig efter sin nödtvungna avgång ur ministären till den Rockinghamska avdelningen av whig-oppositionen samt knöt en närmare vänskapsförbindelse med Edmund Burke och blev inom kort, till följd av såväl sitt älskliga väsen som sitt överlägsna snille, erkänd ledare för regeringens motståndare i underhuset.

## Politisk ledare
Under den tid då han tillhörde oppositionen emot North gjorde han sig högt förtjänt om frihetens sak, förklarade sig till exempel 1780 för allmän samvetsfrihet och kämpade med outtröttlig iver för de nordamerikanska kolonierna. Dock gick han vid sina anfall emot Norths amerikanska politik ofta till väga med en häftighet, som överskred sanningens och rättvisans gräns. Trots alla ansträngningar från hovpartiets sida blev Fox 1780 vald till parlamentsmedlem för Westminster - efter en av de ryktbaraste valstrider den engelska parlamentshistorien känner - och representerade sedan denna valkrets till sin död.
Då North i mars 1782 måste avgå, inträdde Fox i Rockinghams kabinett såsom utrikesminister. Där befann han sig emellertid från början i ohjälplig politisk och personlig konflikt med Shelburne, som på sin lott fått förhandlingarna med kolonisterna i Nordamerika, medan fredsförhandlingarna i Paris med Frankrike och Spanien stod under Fox uppsikt. Denna konflikt föranledde Fox avgång, då Shelburne efter Rockinghams död i juli samma år blev dennes efterträdare, sedan Fox förgäves sökt förmå konungen att åt hertigen av Portland anförtro ledningen av kabinettet. Kort därpå begick Fox det för honom själv och hans parti kanske ödesdigraste felsteget under sin politiska bana. För att störta Shelburne, vilken dock var whig liksom han själv, lierade han sig nämligen 1783 med tory-partiets erkände anförare North, vars statskonst och hela politiska personlighet han förut med sådan skärpa angripit. Jämte sin nya bundsförvant uppträdde han kort därpå i parlamentet emot de av regeringen avslutna fredspreliminärerna med Frankrike och Spanien, även om dessa preliminärer innehöll så förmånliga villkor, som England under dåvarande förhållanden kunde begära.
Shelburne, vars anhängare i underhuset låg under för "koalitionen", måste avgå, och Portland bildade i februari 1783 ett nytt kabinett, varav både North och Fox blev medlemmar, den senare såsom utrikesminister och den ledande kraften. Han bragte de slutliga fredsfördragen med Amerika, Frankrike och Spanien till stånd (1783), men hans viktigaste åtgärd var framläggandet i parlamentet av den s.k. ostindiska billen. Detta av Burkes idéer genomträngda lagförslag åsyftade framför allt att förskaffa Ostindiska kompaniets förtryckta undersåtar en bättre styrelse, men avsåg också - ett nytt felsteg av Fox - att stärka det dåvarande regeringspartiets ställning på kronans bekostnad. Billen antogs i underhuset, men föll, genom konungens inflytande, hos lorderna. 
Georg III, som hyste motvilja emot Fox, bland annat för hans lättsinniga levnadssätt och förbindelse med den olydige tronarvingen, skyndade med anledning av detta att avskeda sina ministrar och uppdra åt Pitt d. y. att bilda ett nytt kabinett. Fox stod således i december 1783 åter på oppositionens sida. 
Vid parlamentsvalen 1784 led han ett stort nederlag, då en mängd av hans förra anhängare, förbittrade över hans förbindelse med North och över det ostindiska lagförslaget, lierade sig med hans unge medtävlare Pitt. Under de första åtta åren efter valen 1784, under vilka hans parti i parlamentet visserligen var i minoritet, men dock ej så obetydligt, uppträdde han med yrkande på åtskilliga berättigade reformer, såsom en förändring av underhusets sammansättning, slavhandelns avskaffande och Testaktens upphävande i avseende på protestantiska dissenters. Men han gjorde sig också skyldig till misstag, såsom då han 1785 bekämpade Pitts förslag om större handelsförmåner åt irländarna och 1787 kritiserade det 1786 avslutna handelsfördraget med Frankrike. Inte minst genom Fox medverkan lyckades Burke få Warren Hastings ställd till rätta inför överhuset för det förtryck man ansåg att han gjort sig skyldig till i Indien.

## Franska revolutionen och Napoleonkrigen
I början av 1790-talet uppstod en söndring i Fox läger. Sedan Burke, som inte kunde fördraga hans glädje och lovtal över den franska revolutionen, i maj 1792 demonstrativt i underhuset uppsagt all förbindelse med honom, övergick under de närmaste åren flera andra av hans anhängare, såsom Portland, FitzWilliam och Spencer, till regeringspartiet. Orsaken till det var hans ståndpunkt både i den yttre och i den inre politiken. Han påstod, att ministären inte tagit tillbörliga mått och steg för att avböja det franska kriget som utbröt 1793, kritiserade, att man genom detsamma åsyftade även en förändring av Frankrikes inre förhållanden, och uppmanade ivrigt till fred. Han angrep styrelsens stränga åtgärder emot den demokratiska rörelsen i landet och yrkade på reformer som det bästa medlet att tillfredsställa de missnöjda. 
1797–1802 deltog Fox endast undantagsvis i parlamentets överläggningar och levde på sitt landställe S:t Anne's Hill, sysselsatt med omfattande studier, trädgårdsskötsel och förberedelser till en historia över den engelska revolutionen 1688, av vilket arbete blott en liten del hann bli färdig. (Detta föga betydande arbete, History of the early part of the reign of James II, utgavs postumt 1808.) Efter unionen med Irland (1800) förklarade han sig till förmån för katolikerna på ön och ansåg, att de hade rätt att fordra valbarhet till parlamentet. 
De 1801 avslutade fredsförhandlingarna med Frankrike hälsades av honom med bifall. När kriget 1803 på nytt utbröt, talade han snarare för än emot det och skulle 1804 ha blivit medlem av Pitts andra kabinett, om inte den envise konungen satt sig däremot. Efter Pitts död, 1806, måste emellertid Georg III låta allt motstånd falla, och Fox bildade tillsammans med William Wyndham Grenville ett kabinett, i vilket han själv var utrikesminister ("the ministry of all the talents", "alla talangernas ministär"). 
I sin förhoppning att vinna Napoleon I för en antaglig fred blev han snart sviken, och för hans strävanden för slavhandelns avskaffande, inledda genom en av honom genomdriven berömd underhusresolution den 10 juni 1806, satte döden en gräns. 

## Eftermäle
Fox gjorde sig känd som en mycket bra debattör, kanske en av de största som England någonsin haft, en framstående statsman, en utmärkt administratör och hängiven frihetsvän, men han ägde inte det lugn och den självbehärskning, som i väsentlig mån bidrog till Pitt d.y:s storhet. Han var en bildad man med mycken klassisk beläsenhet, kärlek för historiska studier och sinne för skön konst. Hans hejdlösa spelpassion bragte honom gång på gång till ruinens rand, men sedan hans vänner 1790 ordnat hans affärer och tillförsäkrat honom en livränta, rörde han aldrig mer ett spelkort. Sedan 1795 var han gift med sin forna älskarinna, Elizabeth Armistead (d. 1842); äktenskapet hölls dock hemligt fram till 1802.